# Universität Paderborn

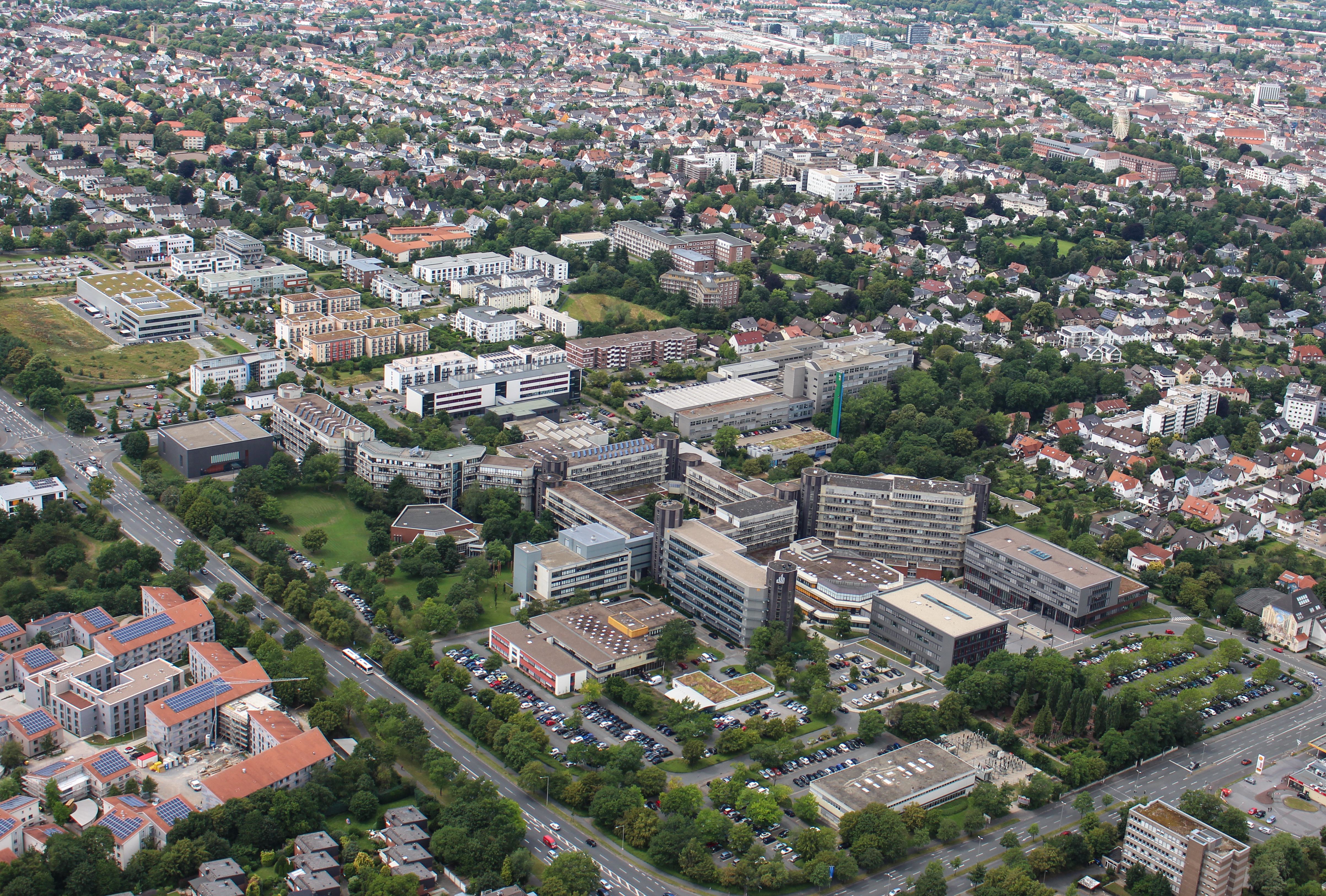
Universität Paderborn

Die Universität Paderborn in Paderborn, Deutschland, ist eine 1972 gegründete Universität in Nordrhein-Westfalen.

## Überblick
Die Universität Paderborn ist eine Campusuniversität mit über 16.000 Studenten (Stand: Wintersemester 2024/2025) und gehört damit zu den mittelgroßen Universitäten in Deutschland. Die Universität Paderborn hat 259 Professuren, 1.270 wissenschaftliche Mitarbeiter und 747 nichtwissenschaftliche Mitarbeiter (inkl. Auszubildende). Sie bietet rund 70 Studiengänge.
Im Jahre ihrer Gründung studierten an der Universität 2.500 Studierende. Diese Zahl ist bis heute auf 16.168 angestiegen, wobei vor allem im Wintersemester 2011/12 die Zahl um rund 2.000 Studenten von 15.228 anstieg. Zum Doppelabiturjahrgang im WS 2013/14 gab es rund 3.400 Studienanfänger, was im Vergleich zum Vorjahr eine Steigerung um rund drei Prozent bedeutet.
Der Forschungsschwerpunkt liegt einerseits in den Bereichen Informatik, Wirtschaft, Technik und Mathematik und andererseits in den Geistes- und Sozialwissenschaften (hier vor allem in Anglistik, Geschichte, Kulturerbe, Musikwissenschaft, Germanistik und Digital Humanities).
Von besonderer Bedeutung ist das Fach Informatik, das im Hochschulranking 2006 des CHE/Die Zeit in der Gesamtwertung zu der Spitzengruppe von vier Fakultäten in Deutschland gehörte. Die Wirtschaftsinformatik der Universität Paderborn zählt laut den CHE-Rankings 2005 und 2014 ebenfalls zur vordersten Gruppe. Im gleichen Ranking von 2005 liegt auch das Fach Anglistik/Englisch auf einem der ersten Plätze. Ebenso belegte die Universität im Förder-Ranking der Deutschen Forschungsgemeinschaft (DFG) 2006 im Bereich Elektrotechnik, Informatik, Systemtechnik eine Platzierung im Spitzenfeld. Die Universität Paderborn konnte im Jahr 2016 mit 44,3 Mio. Euro an Forschungsdrittmitteln planen. Wegen der großen Nachfrage nach Studienplätzen  wurden seit dem Wintersemester 2006/2007 an der Universität Paderborn 43 Studiengänge mit einem Numerus clausus (NC) belegt, was zum Teil in einzelnen Fächern zu sehr verschärften Zulassungskriterien führte.

## Geschichte
Die am 1. August 1972 als Gesamthochschule wiedergegründete Universität Paderborn, die neben der Universität mehrere Fachhochschulabteilungen umfasste, wurde 2002 ausschließliche Universität.
Bereits für das 8. Jahrhundert lässt sich eine karolingische Domschule nachweisen. Im Jahr 1614 gründete Dietrich IV. von Fürstenberg eine Universität in Paderborn, die älteste in Westfalen. Hier lehrte einige Jahre Friedrich Spee von Langenfeld, der mit seiner Cautio criminalis für seinen Einsatz gegen die Hexenverfolgung berühmt wurde. Die Hochschule besteht heute in Form der Theologischen Fakultät weiter.
Die Gründung 1972 als Universität-Gesamthochschule (Universität-Gesamthochschule Paderborn) war ein Zusammenschluss aus der Pädagogischen Hochschule Westfalen-Lippe (PH) und vor allem der Fachhochschule Südost-Westfalen, in der die staatlichen Ingenieurschulen Paderborn, Höxter, Meschede und Soest sowie die Höhere Wirtschaftsfachschule Paderborn und die Soester Ingenieurschule für Landbau zusammengefasst worden waren. Sie kam auf Initiative der Ratsfrau Ellen Rost, des PH-Institutsdirektors Helmar Gunter Frank und des Paderborner Computerpioniers Heinz Nixdorf zustande. Nixdorf verhalf dabei der Universität zu einem internationalen Forschungsschwerpunkt in Informatik.
Im Jahre 1790 wurde die Normalschule in Paderborn zur Lehrerausbildung gegründet. Im Dezember 1946 entstand die Pädagogische Akademie für Lehrerbildung in Paderborn, die im Jahr 1962 in eine Pädagogische Hochschule umgewandelt wurde. Diese wurde 1965 zu einer der fünf Abteilungen der Pädagogischen Hochschule Westfalen-Lippe.
Die Ingenieurschule für Bauwesen in Höxter ging zurück auf die 1864 in Höxter errichtete Baugewerkschule. Sie war die erste ihrer Art in Preußen. 1963 wurde die Ingenieurschule Paderborn mit den Fächern Maschinenbau und in der Verfahrens- und Elektrotechnik vorbereiteten. Die gleichen Fächer bot auch die Ingenieurschule in Soest, die 1964 mit einer Außenstelle in Meschede gegründet wurde, an. Im Jahr 1968 wurde der Standort in Meschede als Ingenieurschule für Maschinenbau selbständig.
Die von Anfang an bestehende Verbindung zwischen der Firma des Computerunternehmers Heinz Nixdorf und der Universität Paderborn fand 1987 Ausdruck in der Gründung des Heinz Nixdorf Instituts. Dieses interdisziplinäre Forschungsinstitut ist eine der zentralen Forschungseinrichtungen der Universität. Die Universität besitzt mit der Domain uni-paderborn.de seit März 1988 eine der ersten 6 registrierten DE-Domains.
Die Universität hat mehrere Träger des Gottfried-Wilhelm-Leibniz-Preises der Deutschen Forschungsgemeinschaft und Empfänger von ERC-Grants des Europäischen Forschungsrats hervorgebracht. Weltweites Aufsehen erregte der von dem rumänischen Mathematiker Preda Mihăilescu an der Universität Paderborn im April 2002 vorgelegte Beweis der Catalan’schen Vermutung, die auf den belgischen Mathematiker Eugène Charles Catalan (1814–1894) zurückgeht. Letzterer formulierte im Jahr 1844 die Annahme, dass sich unter allen Potenzen ausschließlich {\displaystyle 2^{3}=8} und {\displaystyle 3^{2}=9} um den Wert 1 unterscheiden.
International bedeutend ist die an der Universität angesiedelte Koordinierungsstelle (einschließlich einer Forschungsprofessur) für das UNESCO-Weltkulturerbe.
Im Oktober 2004 erhielt die Universität den Negativpreis Big Brother Award in der Kategorie „Regional“ für ihre Kameraüberwachung in Hörsälen und Rechnerpools.
Am 25. April 2007 wählte die Universität als erste Hochschule Nordrhein-Westfalens gemäß dem Hochschulfreiheitsgesetz  einen Hochschulrat. Dieser besteht aktuell aus Dagmar Simon (Geschäftsführerin von EVACONSULT), Jürgen Brautmeier (Vizepräsident des Medienrats Ostbelgiens, Honorarprofessor der Heinrich-Heine-Universität Düsseldorf), Rita Burrichter (Universität Paderborn), Vera Denzer (Universität Paderborn), Ralf Göttel (BENTELER International AG), Hans-Gerhard Husong (ehem. Staatssekretär für Wissenschaft und Forschung, Senatsverwaltung für Bildung, Wissenschaft und Forschung, Berlin), Bettina Schiller (Universität Paderborn), Friedhelm Meyer auf der Heide (Universität Paderborn) und Martina Schraudner (Technische Universität Berlin).
Der Innovationspreis des Landes Nordrhein-Westfalen wurde 2008 in der Kategorie Innovation an die beiden Paderborner Professoren Reinhold Noé und Ulrich Rückert auf Grund ihrer Forschungen zur optischen Nachrichtentechnik verliehen.
Am 29. Oktober 2009 kam es wegen intransparenter Informationspolitik seitens der Uni-Führung zu massiven Studentenprotesten. Sie erwirkten zunächst die Öffentlichkeit und Verlegung einer nur für die Presse vorgesehenen Konferenz, die dann am Abend im Audimax für über 1.000 Studenten und auch Lehrenden stattfand. Den Stellungnahmen folgten Diskussionen zwischen Verantwortlichen und Studierenden.
Seit November 2009 sendet das Paderborner Campusradio L’UniCo im Stadtgebiet Paderborn auf der UKW-Frequenz 89,4 MHz.
Am 19. Dezember 2016 verlieh die Fakultät für Kulturwissenschaften der Universität Paderborn dem damaligen Bundesaußenminister Frank-Walter Steinmeier die Ehrendoktorwürde. Mit der Ehrenpromotion zeichnen Fakultät und Universität insbesondere Steinmeiers Verdienste um die Förderung der deutschen Auslandsinstitute und des UNESCO-Weltkulturerbes sowie seinen beharrlichen Einsatz für die interkulturelle Verständigung aus. Im Jahr 2017 erhielt Christiane Floyd die Ehrendoktorwürde der Fakultät für Elektrotechnik, Informatik und Mathematik der Universität Paderborn, weil sie sich in ihrer Wirkungszeit stets für die Förderung junger Informatikerinnen starkmachte und zudem ländliche Räume in Entwicklungsländern zu unterstützen versuchte.
Alle 3 Jahre wird von der Universität Paderborn der Margarete-Schrader-Preis für Literatur verliehen. Die Hochschule betreibt zusammen mit der Qingdao-Universität für Wissenschaft und Technik die Chinesisch-Deutsche Technische Fakultät.

## Fakultäten

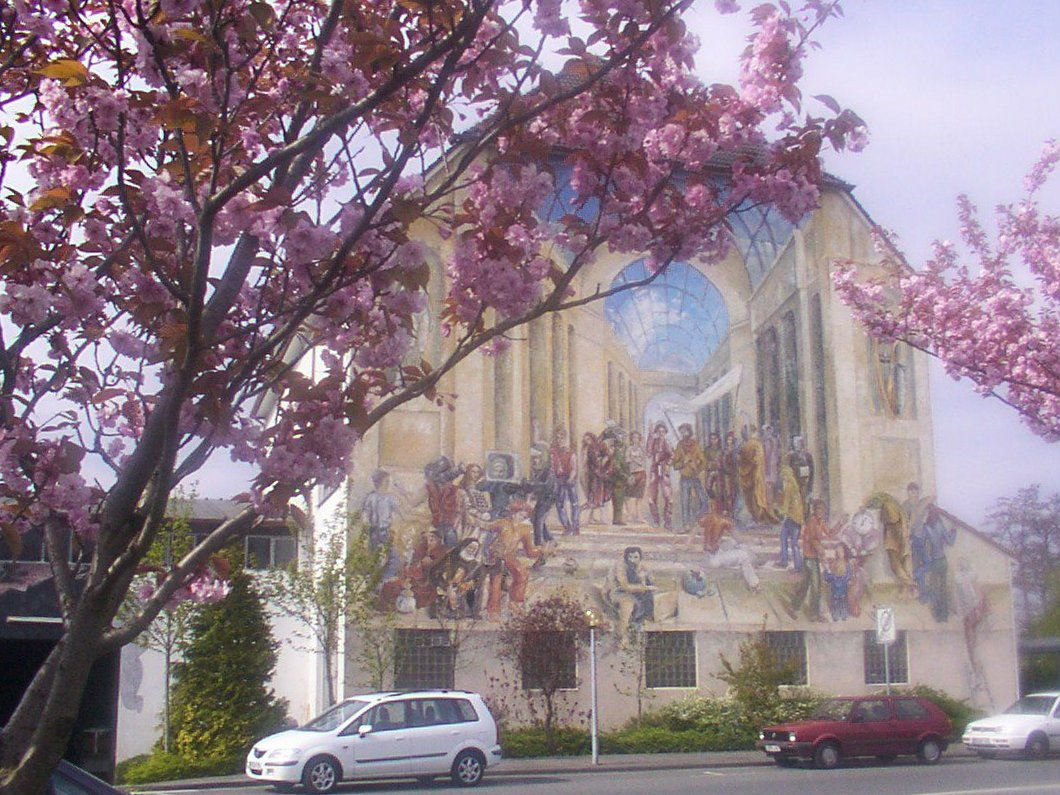
Kunstsilo

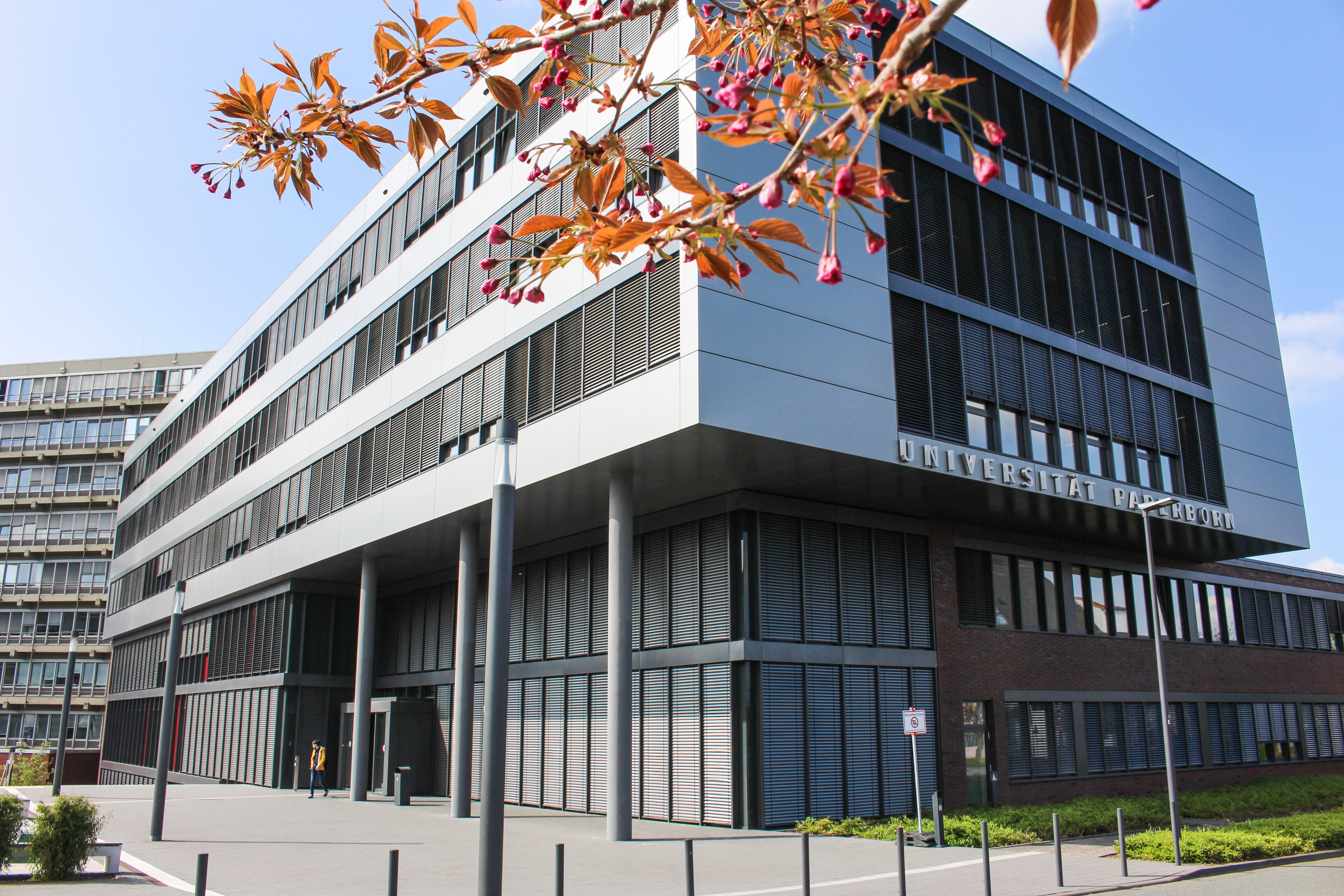
Das Gebäude Q beherbergt die Fakultät für Wirtschaftswissenschaften.

- I Fakultät für Kulturwissenschaften
  - Institut für Anglistik und Amerikanistik
  - Institut für Erziehungswissenschaft
  - Institut für Evangelische Theologie
  - Institut für Germanistik und Vergleichende Literaturwissenschaft
  - Historisches Institut
  - Institut für Humanwissenschaften (Philosophie, Psychologie, Soziologie)
  - Institut für Katholische Theologie
  - Institut für Kunst, Musik, Textil
  - Institut für Medienwissenschaften
  - Institut für Romanistik
  - Musikwissenschaftliches Seminar Detmold/Paderborn

- II Fakultät für Wirtschaftswissenschaften
  - Department 1: Management
  - Department 2: Taxation, Accounting and Finance (Steuern, Rechnungswesen und Finanzierung)
  - Department 3: Wirtschaftsinformatik
  - Department 4: Economics (Wirtschaftswissenschaft)
  - Department 5: Wirtschaftspädagogik
  - Department 6: Recht

- III Fakultät für Naturwissenschaften
  - Department Physik
  - Department Chemie
  - Department Sport und Gesundheit

- IV Fakultät für Maschinenbau
  - Institut für Mechatronik und Konstruktionstechnik
  - Institut für Prozess- und Werkstofftechnik
  - Institut für Energie- und Verfahrenstechnik
  - Institut für Kunststofftechnik

- V Fakultät für Elektrotechnik, Informatik und Mathematik
  - Institut für Elektrotechnik und Informationstechnik
  - Institut für Informatik
  - Institut für Mathematik

## Forschung

### Organisation
Die Universität hat in unterschiedlichen Organisationsformen Interdisziplinäre Forschungseinrichtungen, zentrale Betriebseinheiten, Sonderforschungsbereiche, Graduiertenkollegs und Forschergruppen der Deutschen Forschungsgemeinschaft (DFG), ein Fraunhofer-Institut, Joint Ventures, Kooperationen mit anderen Hochschulen, Interdisziplinäre Foren und weitere Einrichtungen gebildet.

### Interdisziplinäre Forschungseinrichtungen
- Center for Optoelectronics and Photonics Paderborn (CeOPP)
- Center for Risk Management (CeRiMa)
- Heinz Nixdorf Institut (HNI)
- Institut für Leichtbau mit Hybridsystemen (ILH)
- Institut für Photonische Quantensysteme (PhoQS)
- Kompetenzzentrum „Musik-Edition-Medien“ (ZenMEM)
- Kompetenzzentrum für Nachhaltige Energietechnik (KET)
- Musikwissenschaftliches Seminar Detmold/Paderborn
- Paderborn Center for Advanced Studies (PACE)
- Paderborn Institute for Data Science and Scientific Computing (DaSCo)
- Paderborner Institut für Additive Fertigung (PIAF)
- Paderborner Zentrum für Paralleles Rechnen (PC²)
- Software Innovation Lab (SI-Lab)
- Zentrum für Bildungsforschung und Lehrerbildung (PLAZ-Professional School)
- Zentrum für Geschlechterstudien/Gender Studies (ZG)
- Zentrum für Komparative Theologie und Kulturwissenschaften (ZeKK)

### Sonderforschungsbereiche der DFG
Folgende Sonderforschungsbereiche der Deutschen Forschungsgemeinschaft sind an der Universität Paderborn eingerichtet:
- SFB/TRR 142 – Maßgeschneiderte nichtlineare Photonik: Von grundlegenden Konzepten zu funktionellen Strukturen
- SFB 901 – On The Fly Computing
- TRR 285 – Methodenentwicklung zur mechanischen Fügbarkeit in wandlungsfähigen Prozessketten
- TRR 266 – Accounting for Transparency: Rechnungswesen, Steuern und Unternehmenstransparenz
- TRR 318[13] – Konstruktion von Erklärbarkeit (zusammen mit der Universität Bielefeld)

Ehemalige Sonderforschungsbereiche:
- SFB/TR TRR 30 – Prozessintegrierte Herstellung funktional gradierter Strukturen auf der Grundlage thermo-mechanisch gekoppelter Phänomene
- SFB 614 – Selbstoptimierende Systeme des Maschinenbaus
- SFB 376 – Massive Parallelität – Algorithmen, Entwurfsmethoden, Anwendungen

### Fraunhofer Einrichtungen
Die Fraunhofer-Gesellschaft unterstützt an der Universität Paderborn das Fraunhofer-Institut Entwurfstechnik Mechatronik (IEM) und die Paderborner Abteilung Advanced System Engineering (ASE), welche Teil des Fraunhofer-Instituts für Elektronische Nanosysteme (ENAS) ist.

### Graduiertenkollegs und -schulen
- Automatismen – Kulturtechniken zur Reduzierung von Komplexität (Förderung bis 2017)
- Gestaltung von flexiblen Arbeitswelten – Menschen-zentrierte Nutzung von Cyber-Physical Systems in Industrie 4.0
- Individuelle Förderung: Kompetenzentwicklung und -diagnostik in der beruflichen Bildung
- Intelligente Systeme in der Automatisierungstechnik; Intelligent Systems in Automation Technology (ISA), zusammen mit dem Institut für industrielle Informationstechnik der TH OWL in Lemgo
- Kirche-Sein in Zeiten der Veränderung
- „Leicht – Effizient – Mobil“ – Energie und kosteneffizienter Extremleichtbau mit Hybridwerkstoffen
- Islamische Theologie (Förderung bis 2017)
- Mikro- und Nanostrukturen in Optoelektronik und Photonik (Förderung bis 2017)
- Forschungsschwerpunkt Digitale Zukunft (Förderung von 2017 bis 2020)

### Technologie- und Wissenstransfer
Mit Kooperationspartnern u. a. aus der Wirtschaft wurden folgende Projekte aufgelegt:
- C-LAB (Cooperative Computing & Communication Laboratory): Forschungs- und Entwicklungslabor für Computer- und Kommunikationstechnik der Universität Paderborn mit dem Unternehmen Atos
- DMRC (Direct Manufacturing Research Center): Forschungszentrum für additive Fertigungsverfahren von neun Lehrstühlen der Universität Paderborn mit den Partnerunternehmen AKG, assonic, Baker Hughes, BASF, BigRep, Boeing, Centroplast, Danfoss, Eisenhuth, EOS, Evonik Industries, H & H, Heraeus, John Deere, JP Industrieanlagen, Klaeger, Krause Dimatec, Mettler Toledo, Parker, Porsche, Protiq, Rembe, Schwarz, Siemens, Nikon SLM Solutions, Stuekerjuergen, Torwegge und voestalpine
- it’s OWL (Intelligente Technische Systeme OstWestfalenLippe): BMBF-Spitzencluster mit rund 200 Partnern
- L-LAB: Forschungsinstitut für automobile Lichttechnik im Rahmen einer Public Private Partnership der Universität Paderborn, der Hochschule Hamm-Lippstadt und dem Unternehmen Hella
- SICP (Software Innovation Campus Paderborn): Forschungscampus an der Universität Paderborn für software-getriebene Innovationen mit den Partnerunternehmen. Beteiligt sind unter anderem Atos, BHTC, Diebold Nixdorf, dSPACE, Finanz Informatik, McAfee, Miele, secunet und Weidmüller[14]
- Fraunhofer-Institut Entwurfstechnik Mechatronik (IEM)

### Forschergruppen (DFG)
- Akustische Sensornetzwerke
- Dynamik von Elektronentransferprozessen an Übergangsmetallzentren in biologischen und bioanorganischen Systemen (Förderung bis 2017)

### Kooperationen mit Hochschulen und Institutionen
Die Universität kooperiert mit folgenden Hochschulen und Institutionen:
- Chinesisch-Deutsche Technische Fakultät Qingdao
- Hochschule für Musik Detmold
- Theologische Fakultät Paderborn
- Verein zur Förderung von Innovation und Technologietransfer e. V. (FIT), Träger des Westfälischen Umwelt Zentrums (WUZ)
- Zukunftsmeile Fürstenallee
- Gemeinsame Graduate School mit dem Institut für industrielle Informationstechnik der Technischen Hochschule Ostwestfalen-Lippe, Lemgo
- Campus OWL

### An-Institut, sonstige Einrichtungen und interdisziplinäre Foren
An weiteren Einrichtungen der Universität bestehen:
- doIT – Schulungen für Einsteiger
- Einblick! – Peer-Mentoring für Absolventinnen
- Familiengerechte Hochschule
- Frauen gestalten die Informationsgesellschaft
- Hochschulchor Unisono
- Hochschuldidaktik
- Hochschulorchester
- Institut für Begabungsforschung in der Musik (IBFM)
- Institut zur Interdisziplinären Erforschung des Mittelalters und seines Nachwirkens (IEMAN)
- Jean-Monnet Lehrstuhl
- Jenny-Aloni-Archiv
- Kompetenzzentrum Hochschuldidaktik Mathematik
- Kompetenzzentrum Schreiben
- Mentoring für Doktorandinnen
- RailCab – Neue Bahntechnik Paderborn (NBP) (bis 2016)
- Raum der Stille
- Studiobühne der Universität Paderborn
- Tutorenprogramm Kulturwissenschaften
- UNESCO Kompetenzzentrum
- Universitätsarchiv
- Verein für Geschichte an der Universität Paderborn
- Zentrum für Sprachlehre (ZfS)

## Zentrale Betriebseinheiten
Zentrale Betriebseinheiten der Universität sind die Universitätsbibliothek, das Zentrum für Informations- und Medientechnologien (IMT) und die zentrale Studienberatung.

### Universitätsbibliothek

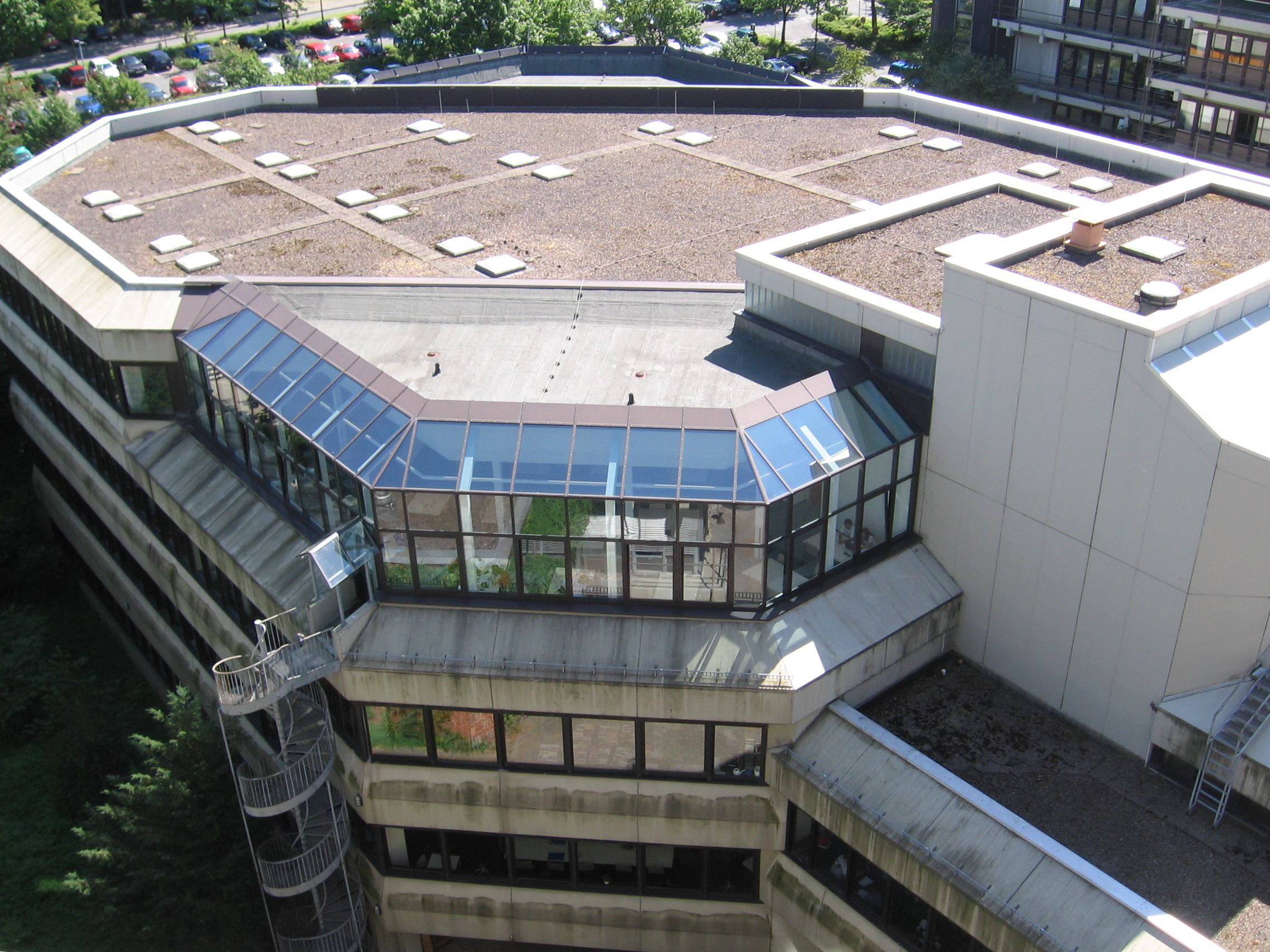
Gebäude der Universitätsbibliothek

Die Universitätsbibliothek Paderborn erreichte im nationalen Bibliotheksranking Bibliotheksindex für Wissenschaftliche Bibliotheken (BIX-WB) gute Plätze. Einen der vorderen Plätze aller Universitätsbibliotheken in Deutschland belegt sie bezüglich ihres Bestands an elektronischen Medien. Zudem ist sie für ihre langen Öffnungs- und Ausleihzeiten bekannt.

### Zentrum für Informations- und Medientechnische Dienste
Das Zentrum für Informations- und Medientechnische Dienste (ZIM) hat die Aufgabe, den Einsatz von Medien und Mediensystemen einschließlich der zentralen Kommunikations- und Datenverarbeitungsinfrastruktur in Forschung, Lehre, Studium, wissenschaftlicher Weiterbildung und Verwaltung an der Hochschule technisch und organisatorisch zu ermöglichen und zu betreuen. Das ZIM umfasst die Bereiche Informationstechnik, Medientechnik, Schulungen (doIT) und Notebook-Café (NBC).
Das Notebook-Café bietet den Studierenden Support bei PC und Notebook. Das Team von doIT organisiert Schulungen u. a. zur Internetsicherheit sowie zu Software.
Der Bereich Medientechnik betreut u. a. die medientechnische Ausstattung von Hörsälen und Seminarräumen. Außerdem haben Studierende die Möglichkeit, Filme zu drehen, sie zu schneiden und zu vertonen. Kameras, Schnittplätze stellt das ZIM-Medien zur Verfügung. Auch Hörfunkbeiträge können realisiert werden. So werden u. a. das studentische Campusradio L’UniCo und der Radical Audio Pool unterstützt.

## Zugang mit Fachhochschulreife
Gemäß § 49, Absatz 10 des Hochschulfreiheitsgesetzes des Landes NRW steht es den nordrhein-westfälischen Universitäten frei, in ihren Prüfungsordnungen von bestimmten Erfordernissen bei der Einschreibung, wie beispielsweise der allgemeinen Hochschulreife, abzusehen. An der Universität Paderborn wird in bestimmten, vorrangig naturwissenschaftlich-technischen und zugleich zulassungsfreien Studiengängen dadurch das Studium mit Fachhochschulreife ermöglicht.
Dazu ist eine mindestens durchschnittliche Fachhochschulreife und das Durchlaufen einer Eignungsprüfung erforderlich, die eine Allgemeinbildung auf Hochschulniveau feststellen soll.
Bei der Eignungsprüfung werden Kenntnisse in Deutsch, Englisch und Mathematik schriftlich geprüft sowie eine fachliche Eignung festgestellt.
Zum Wintersemester 2013/14 war die Zulassung in folgenden Studiengängen möglich:
- Chemie (Bachelor)
- Computer Engineering (Bachelor)
- Elektrotechnik (Bachelor)
- Informatik (Bachelor)
- Mathematik und Technomathematik (Bachelor)
- Physik (Bachelor)
- Wirtschaftsingenieurwesen Elektrotechnik (Bachelor)

## Schülerstudium
Deutschlandweit einmalig bietet die Universität im Fach Chemie den besten 45 Schülern in einem mehrwöchigen und kostenlosen Intensivsommerkurs an, in Experimenten und Vorlesungen chemisches Wissen zu erwerben. Ein entsprechendes Zertifikat wird bei einem späteren Chemiestudium an der Universität Paderborn als erstes Semester anerkannt, so dass dann sofort ab dem zweiten Semester Chemie in Paderborn studiert werden kann. Vom ersten Tag der Sommerschule bis zum Ende des zweiten Semesters, liegt die Abbrecherquote bei über 50 %. Dies liegt vor allem daran, dass Veranstaltungen eines höheren Semesters vorgezogen werden, um eine durch die Sommerschule entstandene Lücke im Curriculum zu schließen. Somit wird z. B. im zweiten Semester nach der Sommerschule (Wintersemester) physikalische Chemie 3 und 4 gelehrt, welche regulär im fünften Semester im Studienverlauf auftauchen.

## Campus

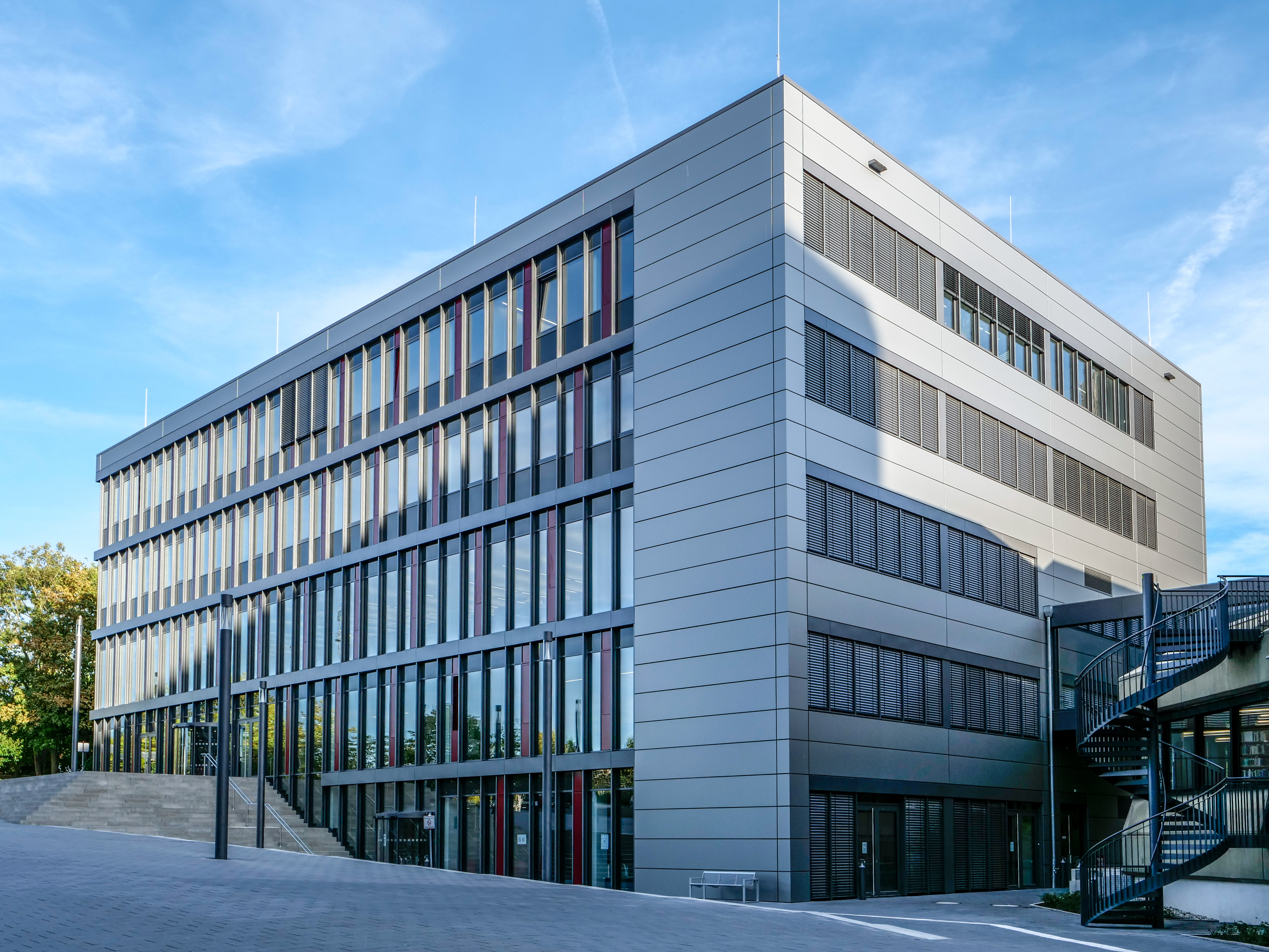
Das Lern- und Bibliothekszentrum (Gebäude I).

### Warburger Straße
Der Hauptteil befindet sich in Paderborn zwischen der Warburger Straße und dem Pohlweg. Die ältesten Gebäude stammen noch aus der Zeit der staatlichen Ingenieurschule und sind mit den Buchstaben P (P1–P7) bezeichnet. Sie wurden Anfang der 70er Jahre am damaligen Stadtrand gebaut. Dafür mussten landwirtschaftlich genutzte Flächen und eine Kleingartenanlage weichen.
Die Universität wurde aber im Wesentlichen zusammen mit anderen Universitäten in NRW geplant, so dass sich ein ähnlicher Baustil und zum Teil gleiche Gebäude-Module auch bei den Universitäten Dortmund, Duisburg-Essen, Siegen und Wuppertal wiederfinden. Kern dieser Gebäude ist ein Quadrat, das im Uhrzeigersinn mit A bis D bezeichnet ist. An den Eckpunkten schließen sich weitere, nach außen zeigende Gebäude an, E, H und J. Die Bezeichnung der Gebäude leitet sich dabei von ihrer Position auf gedachten, konzentrischen Kreisen ab. Das Gebäude E kam erst später als Verbindungsgebäude zum Gebäude N (das frühere FEoLL) hinzu.
Das Gebäude W schließt sich an das RailCab-Versuchsgelände an. Im Januar 2006 wurde ein neues Gebäude P8 fertiggestellt. Das Gebäude F (Heinz Nixdorf Institut) befindet sich nicht auf dem Campus. Zum Wintersemester 2007 wurde darüber hinaus der neue Hörsaal G mit ca. 420 Sitzplätzen fertiggestellt.
Hinzu kommen verschiedene spezielle Gebäude, wie die Bibliothek (BI), die Mensa (ME) und das AudiMax (AM).

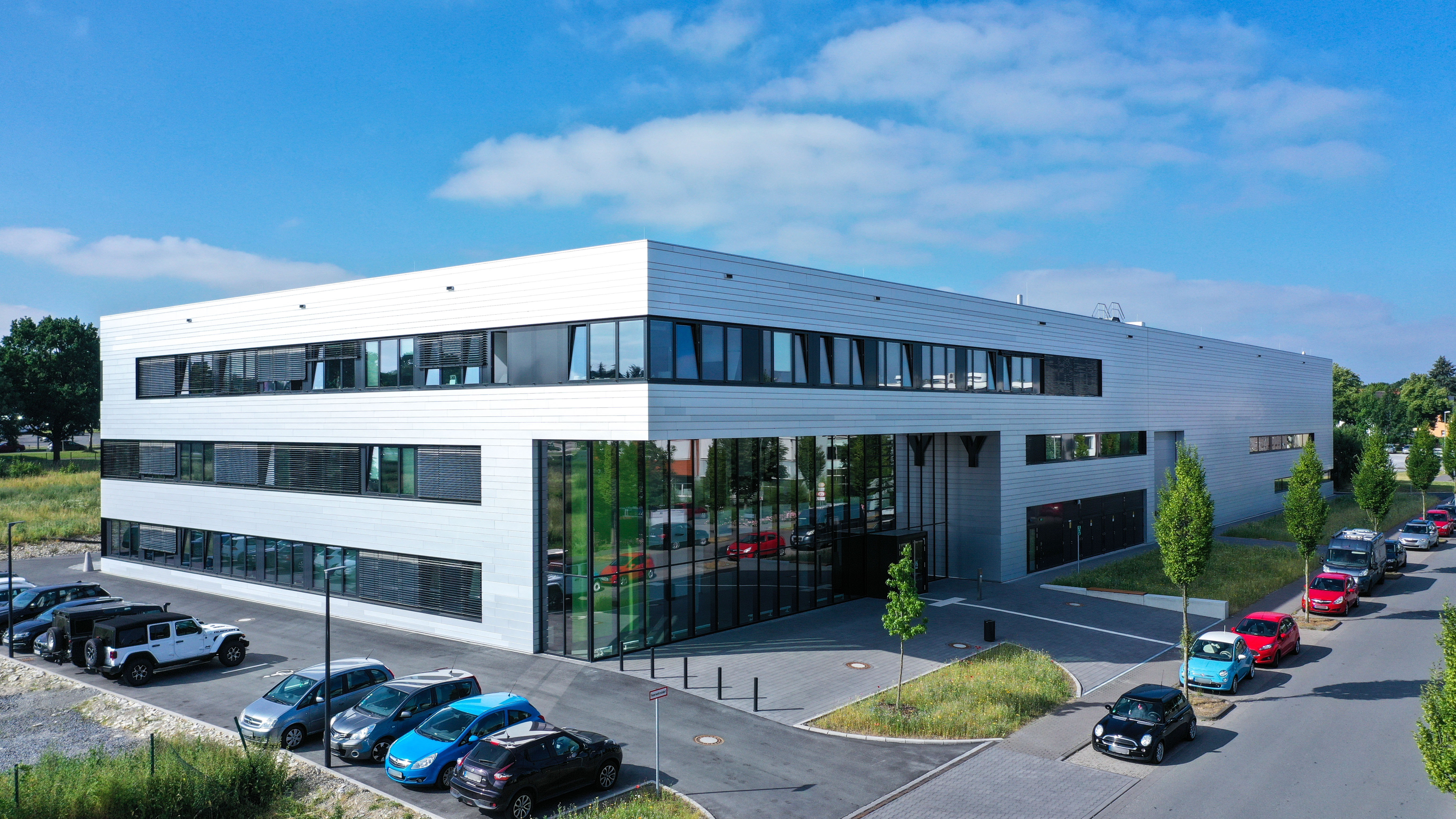
Das Institut für Leichtbau mit Hybridsystemen (Gebäude Y).

Das 2011 fertiggestellte K-Gebäude schließt im Nordosten an das J-Gebäude an und stellt seit Wintersemester 2010/11 weitere Laborplätze für Chemie-Studenten zur Verfügung. Das fiskalisch als Erweiterungsgebäude projektierte O-Gebäude wurde in der Nähe des Südrings auf dem ehemaligen Gelände des Campushotels (westlich des RailCab-Geländes) 2012 fertiggestellt.
Als weiteres spezielles, fachbezogenes Gebäude wurde die West-Erweiterung des NW-Gebäudes am 17. Dezember 2009 abgeschlossen. Die 2,8 Millionen Euro teure Aufstockung der Anbauhalle NW des Dekanats für Chemie bietet ab Mitte des Wintersemesters 2009/10 etwa 90 Studenten in drei Seminarräumen Platz, 40 Büros stehen forschenden Wissenschaftlern zur Verfügung. Die Modulbauweise sieht den Anschluss der Neubauhalle NW an das noch fertigzustellende, östlich gelegene K-Gebäude durch einen Durchgangstunnel über den Kernbereich des Gebäudeteiles J vor.
Mit der Eröffnung des Hörsaal- und Seminargebäudes L im April 2012 stehen der Universität zwei Hörsäle für insgesamt 800 Studierende und fünf Seminarräumen zur Verfügung. Der acht Millionen Euro teure Komplex ist über eine Brücke mit dem Gebäudeteil N verbunden.
Ebenfalls 2012 wurde die Sporthalle Sport 2 eröffnet. Der ehemalige Baumarkt auf dem Campus bietet nun Platz für eine Dreifachsporthalle, sechs Seminarräume und Büros. Während der Flüchtlingskrise 2015 diente SP 2 einige Monate als Notunterkunft für Flüchtlinge.
Das Gebäude Q wurde im Oktober 2013 an die Universität übergeben. Seitdem ist dort die komplette Fakultät der Wirtschaftswissenschaften untergebracht. Die offizielle Einweihung folgte am 19. November 2014.
Die Mensa Forum wurde als Erweiterungsbau zu bestehenden Mensa Academica im Oktober 2014 eröffnet. Sie bietet knapp 600 Sitzplätze auf einem sich über 2 Ebenen verteilenden Gastraum und ist direkt über das alte Mensa-Gebäude ME erreichbar.
Am 24. Oktober 2016 erfolgte die Grundsteinlegung für das neue Lern- und Bibliothekszentrum (Gebäude I). Der Neubau wird über eine Brücke mit der Bibliothek verbunden und bietet neben studentischen Arbeitsplätzen Platz für Sprachlabore, das International Office, die Zentrale Studienberatung sowie das Uniarchiv. Die Fertigstellung erfolgte im März 2018.
Im Herbst 2016 startete der Abriss des RailCab-Versuchsgeländes. Hier entstand im Jahr 2019 das neue ILH-Forschungsgebäude „Leichtbau mit Hybridwerkstoffen“.

### Fürstenallee/Zukunftsmeile
Ein weiterer Standort der Universität befindet sich an der Fürstenallee sowie der Zukunftsmeile im Norden Paderborns. Dort sind in ehemaligen Gebäuden der Nixdorf-Computer-Hauptverwaltung das Heinz Nixdorf Institut und das C-LAB untergebracht. In der Zukunftsmeile befinden sich der Software Innovation Campus Paderborn (SICP) und das Fraunhofer-Institut Entwurfstechnik Mechatronik (IEM). In direkter Nachbarschaft liegt das Heinz Nixdorf MuseumsForum, das größte Computermuseum der Welt.

### Technologiepark
Ein weiterer Campus der Universität Paderborn befindet sich im Technologiepark Paderborn.
In angemieteten Gebäuden befinden sich hier Büroflächen für die Fakultäten für Kulturwissenschaften, Naturwissenschaften, Informatik sowie Wirtschaftswissenschaften.
Auch das für Technologietransfer- und Existenzgründungen zuständige Center TecUp der Universität ist hier verortet.

### Berliner Ring
Ende 2022 soll ein vierter Campus auf dem Gelände der ehemaligen Barker-Kaserne am Berliner Ring in Paderborn eröffnet werden. Der Campus enthält das zweite Gründerzentrum der Universität Paderborn mit dem Namen Akzelerator.OWL. Das Projekt wird vom Land NRW mit 20 Millionen Euro bezuschusst.

## Preisträger der Universität

### Träger des Gottlieb-Wilhelm-Leibniz-Preises
- 1992: Burkhard Monien und Friedhelm Meyer auf der Heide, Lehrstuhl Theoretische Informatik
- 2002: Frank Vollertsen, Lehrstuhl Umformende und spanende Fertigungstechnik
- 2011: Christine Silberhorn, Lehrstuhl Quantenoptik

### Träger des ERC-Grants
- 2016: Thomas D. Kühne, Fachbereich Theoretische Chemie
- 2016: Christine Silberhorn, Fachbereich Integrierte Quantenoptik
- 2016: Thomas Zentgraf, Fachbereich Ultraschnelle Nanophotonik
- 2018: Tibor Jager, Fachbereich  IT-Sicherheit

## Ehrenbürger
Als Ehrenbürger können (in der Regel nicht der Universität angehörende) Personen ausgezeichnet werden, die der Hochschule in besonderer Weise verbunden sind. Bis zum Jahr 2015 wurden folgende Personen zu Ehrenbürgern ernannt:
- 1973 – Josef Haupt, ehemals Leiter der staatl. Ingenieurschule für Maschinenwesen, Paderborn
- 1975 – René Lehmann, ehemaliger Präsident der Université du Maine
- 1978 – Helmut Bogdahn, ehemals Leiter der staatl. Ingenieurschule Höxter
- 1982 – Martin Stephani, ehemals Leiter der Hochschule für Musik Detmold
- 1989 – Herbert Schwiete, ehemaliger Bürgermeister der Stadt Paderborn
- 1994 – Wilhelm Ferlings, ehemaliger Stadtdirektor der Stadt Paderborn
- 1994 – Renate Nixdorf, Witwe von Heinz Nixdorf
- 1999 – Wilhelm Lüke, ehemaliger Bürgermeister der Stadt Paderborn und MdL a. D.
- 2000 – Craig Dean Willis, Präsident der Lock Haven University of Pennsylvania
- 2015 – Heinz Paus, ehemaliger Bürgermeister der Stadt Paderborn

## Studentische Selbstverwaltung
Die Studierendenschaft bietet wie die meisten Studierendenschaften ihren Mitgliedern Beratungen und Service, wie beispielsweise eine kostenfreie Rechtsberatung durch Anwälte oder Beratung zum BAFöG.
Weiterhin betreibt die Studierendenschaft den AStA-Copyservice, ein Druck- und Kopiersystem mit 23 Geräten, größtenteils in Selbstbedienung, im Mensagebäude sowie der Bibliothek.
Der Allgemeine Studierendenausschuss (AStA) der Universität veranstaltet jährlich das AStA-Sommerfestival, zu dem zumeist 14.000 Besucher kommen und das damit eines der größten Unifestivals in Deutschland ist. Neben studentischen und regionalen Bands spielten dort Gruppen wie Wir sind Helden, Silbermond, Fettes Brot, Gentleman, Culcha Candela oder Juli.
Das örtliche Studierendenparlament besteht aus 29 Sitzen und wird jährlich in personalisierter Listenwahl gewählt. Wähler stimmen dabei für eine Person einer Liste; die Sitzverteilung im Parlament errechnet sich aus dem Verhältnis der Stimmen für die Listen, die Reihenfolge der Kandidaten der einzelnen Listen nach deren Stimmenzahl.
Die Geschäfte der Studierendenschaft werden vom AStA in seinen Referaten geführt (unter anderem für die Bereiche Hochschulpolitik, Politische Aufklärung und Öffentlichkeitsarbeit).

## Wohnheime
Dem Studentenwerk Paderborn gehören vier Wohnheimanlagen, die sich in unmittelbarer Nähe zum Universitätsgelände befinden. Die vier Wohnheimanlagen liegen im Vogeliusweg, im Mersinweg, im Peter-Hille-Weg und im Alois-Fuchs-Weg. Sie umfassen insgesamt 1322 Wohnplätze. Am Pohlweg wurden 2010 und 2012 in unmittelbarer Campusnähe zwei neue Wohnheime für insgesamt 194 Studierende von einem Privatinvestor errichtet. Im Jahr 2018 wurde ein weiteres Wohnheim an der Warburger Straße errichtet.

## Ranking
Die Universität belegte in Umfragen und bei Einstufungen (Rankings) im Bereich Informatik, ebenso wie in Englisch (Lehramt) mehrfach gute bis sehr gute Plätze. Im CHE-Hochschulranking von 2006, das im ZEIT-Studienführer erschienen ist, erreichten die Bereiche Informatik und Englisch (Lehramt) vordere Plätze.
Das CHE Ranking 2020 platziert die wirtschaftswissenschaftliche Fakultät ebenso wie den Bereich Wirtschaftsinformatik in allen von Studierenden bewerteten Aspekten in der Spitzengruppe der bewerteten Hochschulen.
Die Masterstudiengänge der Fakultät Wirtschaftswissenschaften zeichnen sich durch große Wahlmöglichkeiten und Forschungsorientierung aus.
Der Bereich Wirtschaftsinformatik konnte zum dritten Mal in Folge die Spitzengruppe erreichen, und dies in allen Kategorien. Im Jahr 2008 schlossen die Bachelor- und Masterstudiengänge Wirtschaftsinformatik im CHE-Ranking erneut gut ab. Das Handelsblatt hat eine Studie im Bereich der Betriebswirtschaftslehre durchgeführt und hier einige Professoren der Universität Paderborn unter die Top 100 bzw. 200 der Betriebswirte Deutschlands eingestuft.
In den Rankings des Spiegel und des Stern erzielte die Universität Paderborn in diesen Bereichen gute Plätze. Ebenso belegte die Universität im Förder-Ranking der Deutschen Forschungsgemeinschaft (DFG) 2006 im Bereich Elektrotechnik, Informatik, Systemtechnik eine Platzierung im Spitzenfeld. Dies gilt ebenfalls für die Zahl der DFG-Bewilligungen pro Wissenschaftler in den Ingenieurwissenschaften.
Im CHE-Hochschulranking von 2020/21 erreicht die Universität Spitzenplätze in den Studienbereichen Wirtschaftswissenschaften und Wirtschaftsinformatik.
Sowohl in NRW, als auch bundesweit reiht sich die Universität Paderborn damit in die Liste der Top-Universitäten dieser Bereiche ein.
Im Shanghai-Ranking 2019 gehört die Universität Paderborn im Fach Mathematik zu den besten 100 Universitäten.

## Logo

2004 bis 2014
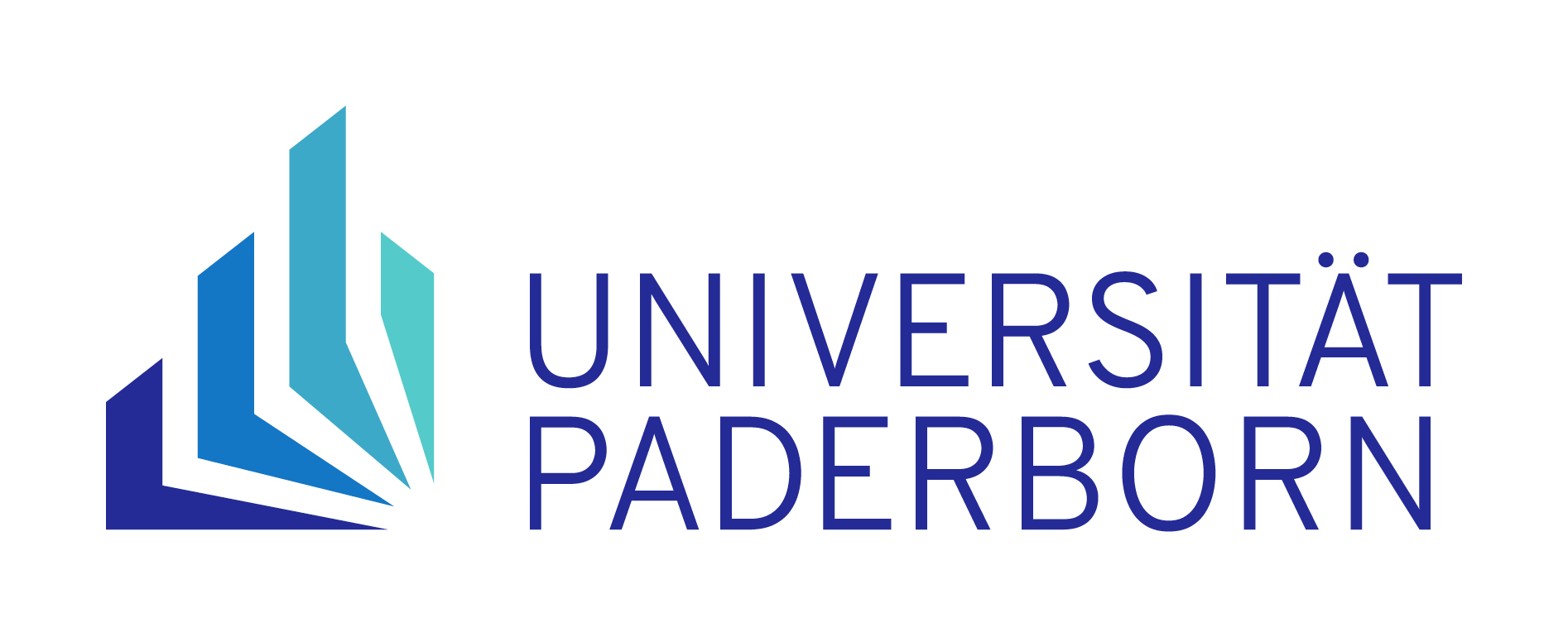
Seit 2023